# UKIP Calypso
UKIP Calypso ist ein Lied des früheren britischen Radiomoderators Mike Read.

## Hintergrund
Read, der seit 2012 öffentlich als Unterstützer der UK Independence Party (UKIP) auftritt, schrieb den Titel 2014. Für die Aufnahme imitierte er den jamaikanischen Dialekt. Der Text des Liedes wendet sich gegen die Anwesenheit sogenannter illegaler Einwanderer im Vereinigten Königreich. So heißt es "Leaders committed a cardinal sin, open the borders let them all come in; illegal immigrants in every town." (dt.: Führer begingen eine Kardinalsünde, die Grenzen zu öffnen und alle hereinzulassen; illegale Einwanderer in jeder Stadt). Der Titel wurde am 20. Oktober 2014 unter dem fiktiven Bandnamen The Independents veröffentlicht.

## Reaktionen
Inhalt und Vortragsweise führten zum Vorwurf des Rassismus. Nigel Farage, der Vorsitzende der UKIP, billigte das Lied und rief die Anhänger seiner Partei auf, es auf Platz 1 der britischen Charts zu bringen. Am Tag der Veröffentlichung erreichte es Platz 15 der britischen iTunes-Charts. Zwischenzeitlich nannte Read die Aufnahme einen „Scherz“, entschuldigte sich sodann für den Song und bat die Plattenfirma, die Single zurückzuziehen. Die Single stieg in der Woche vom 1. November in den britischen Charts auf Platz 29 ein.